# Московское малое кольцо
Автомобильная дорога федерального значения А107 (Московское малое кольцо, неофициальные названия: «Малая бетонка», «Первая бетонка», «Пятидесятикилометровка» — по приблизительному расстоянию от нулевого километра в центре Москвы) — кольцевое шоссе в Московской области, проходящее через города Ногинск, Электросталь, Бронницы, территорию Домодедова, Селятина, Звенигорода, Черноголовки, Софрина. Часть дороги проходит также по территории Новой Москвы (Троицкий округ). Протяжённость 347 км. C 1 января 2018 года нулевой километр трассы отсчитывается от трассы М-10 «Россия» в районе деревни Радумля Солнечногорского района Московской области. Вдоль шоссе расположен ряд объектов оборонного назначения — так называемое Золотое кольцо ПВО.
Кольцо размыкается на участках между деревнями Большие Вязёмы и Малые Вязёмы (участок кольцевого движения проходит по Можайскому шоссе), Дурыкино и Радумля (по Ленинградскому шоссе), Ермолино и Морозки (по Дмитровскому шоссе).
Дорога 2-й категории — с интенсивностью движения 13 000—17 000 автомобилей в сутки, основной расчётной скоростью 120 км/ч, усовершенствованным капитальным покрытием, числом полос движения — две.
В 2016 году началось строительство Центральной кольцевой автомобильной дороги, большая часть которой пройдёт в 400—800 метрах от Московского малого кольца, а западная часть будет представлять собой реконструированный 76-километровый участок Малой бетонки.
После открытия ЦКАД Московское малое кольцо стало его бесплатным дублёром. Тот факт, что ЦКАД является платной дорогой, приводит к тому, что на новую дорогу ушёл далеко не весь автомобильный поток со старой дороги, в результате на ней остаётся высокий трафик, высокая аварийность, высокое загрязнение населённых пунктов.

## История

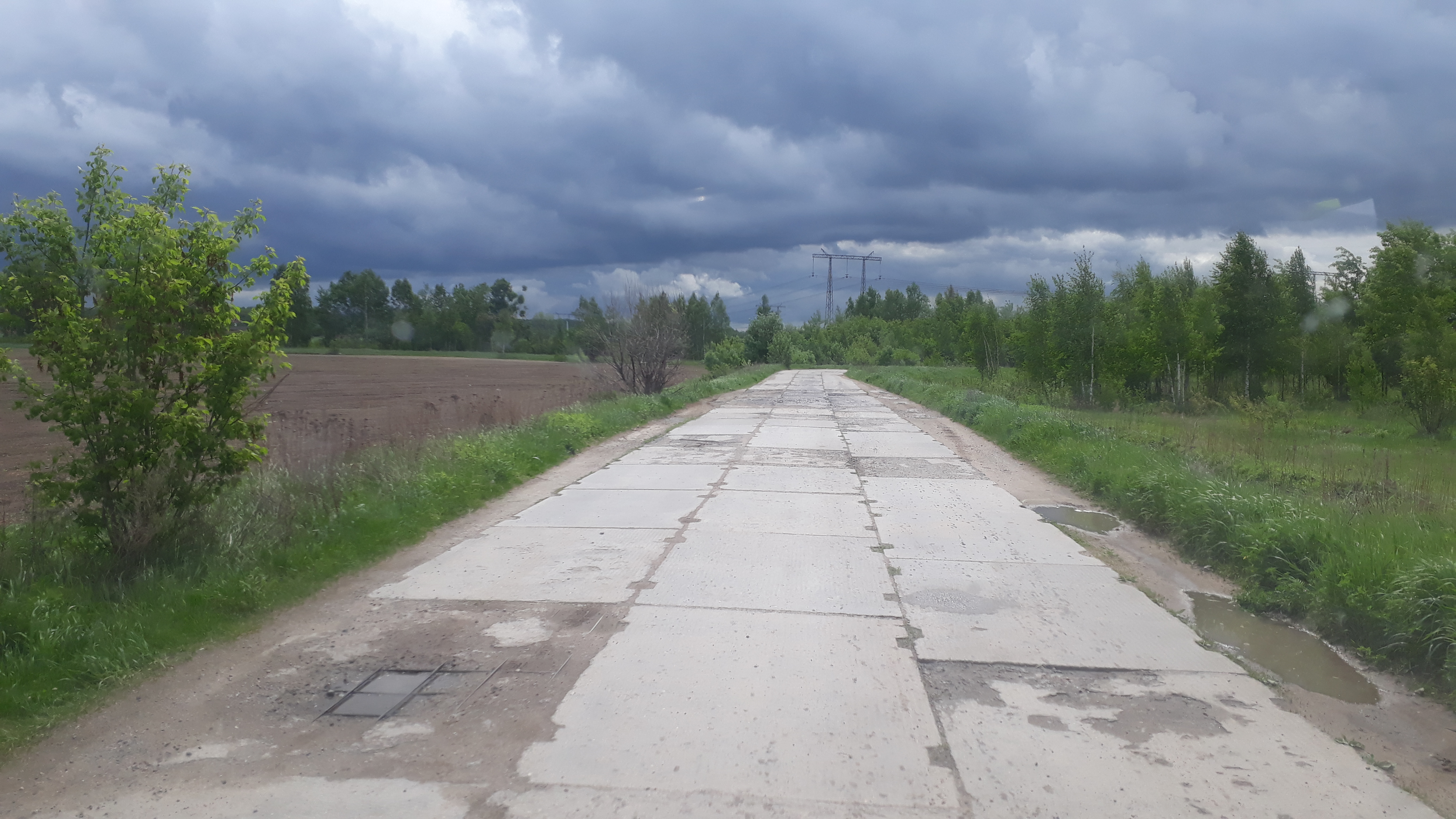
«Бетонка» — дорога, выложенная из бетонных плит

Московское малое кольцо, наряду с Большим кольцом, было сооружено в 1950—1960-х годах (то есть в те же годы, что и МКАД) для удовлетворения военно-транспортных нужд противовоздушной обороны Москвы. Существует распространенное мнение, что бетонка строились именно из привычных нам бетонных плит, которые, якобы, стелили друг на друга в несколько слоев, чтобы полотно выдерживало передвижные противоракетные комплексы, — рассказывает главный инженер ФКУ «Центравтомагистраль» Константин Могильный. — Это и правда, и неправда. Дороги строили из бетона, но не из плит. Бетон заливался по технологическим захваткам, каждая из которых была протяженностью 200—300 метров. Ширина проезжей части была от 4 до 5 метров, толщина бетона не более 25 сантиметров, а кое-где и всего 15 сантиметров, способных выдерживать вес многотонных ракетных тягачей.
До 1990 года Московское малое кольцо, как и Московское большое кольцо, не было обозначено на картах и в дорожных атласах, правда, ещё в 1956 году был выпущен Главным управлением геодезии и картографии путеводитель с картой «Подмосковье» (редактор — А. Н. Игнатенко, консультант — П. Г. Куделин, подписано в печать 27.06.1956) тиражом сто тысяч экземпляров с обозначенной Большой бетонкой и отдельными участками Малой.
Информация об удобных дорогах со временем распространилась среди местного населения, и оба кольца стали дорогами общего пользования сначала де-факто, а в конце 1980-х годов и де-юре. Постепенно бетонные плиты покрыли асфальтом, однако в народном сознании кольца так и остались «бетонками».
В 1988 году была выпущена первая карта, а в 1991 году — первый атлас автодорог Московской области, где Московское малое кольцо было отмечено.
В 2016 году начало строительства платной дороги ЦКАД, в том числе по территории Малой бетонки.

## Развязки, эстакады и мосты

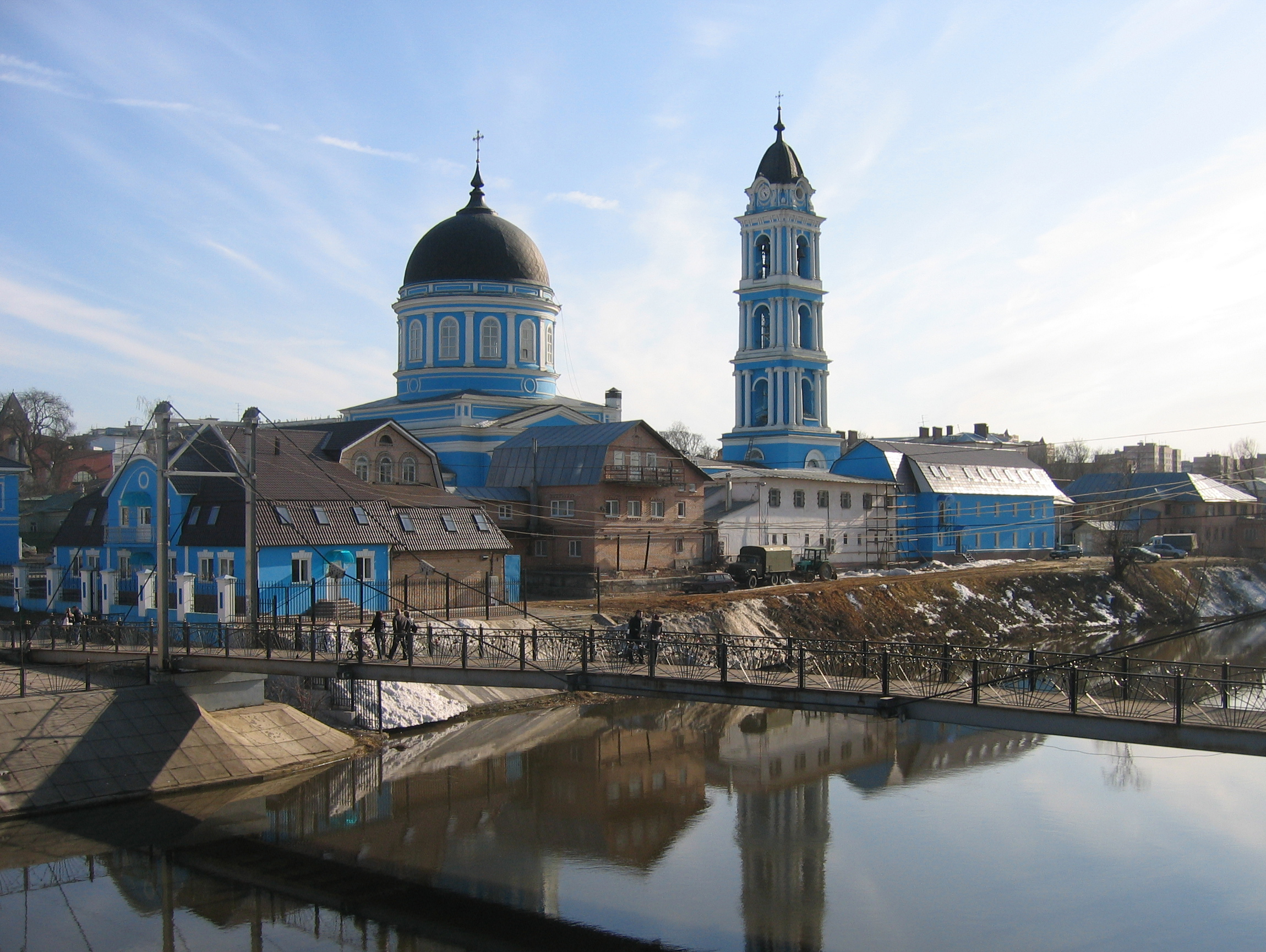
Ногинск при движении по внутренней стороне кольца (Богоявленский собор)

Имеются многоуровневые развязки с трассами М11 «Нева», М9 «Балтия», М8 «Холмогоры», М7 «Волга», М5 «Урал», М4 «Дон», М2 «Крым», М3 «Украина», М1 «Беларусь».
На пересечении с М10 «Россия» и другими федеральными дорогами устроены обычные регулируемые или нерегулируемые перекрёстки (например, развязка кольцевым движением с Калужским шоссе). В месте пересечения Егорьевского шоссе 
до ввода в эксплуатацию новой развязки (ЦКАД - А-107 - Егорьевское ш.) обе дороги проходили по общему двухполосному (по одной полосе в каждую сторону) путепроводу.
Построены эстакады над железными дорогами Нижегородского, Казанского, Павелецкого, Рязанского, Киевского, Рижского и Савёловского направлений, над Ленинградским направлением, две эстакады над БК МЖД.
Пересечения с железными дорогами Ярославского,  Курского и Белорусского направлений и некоторыми их ответвлениями организованы в виде одиночных двухполосных переездов.
В месте пересечений водных путей построены крупные мосты: над Москвой-рекой в Бронницах и над каналом имени Москвы около Икши.

## Организация движения

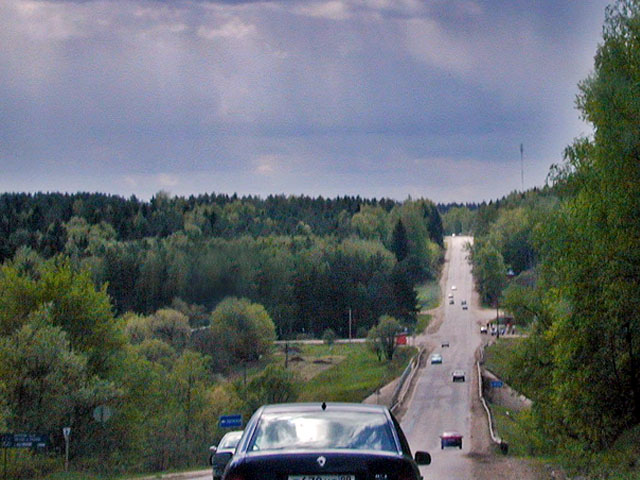
А107 на участке Волоколамское шоссе — Новорижское шоссе, пересечение с рекой Истра.

Практически на всём протяжении движение происходит в две полосы, по одной в каждую сторону. Разделительных полос нет. На большом числе участков обгон запрещён. Скорость движения даже вне населённых пунктов часто ограничена 40—60 км/ч.
Автодорога проходит напрямую через крупные населённые пункты без развязок, в результате создаются серьёзные сложности в организации движения в городах и ограничения потока по самой дороге. В результате запрета движения грузового транспорта на МКАД, введённого правительством Москвы, значительно возросла нагрузка на ММК, что на отдельных участках привело к многокилометровым пробкам. Особенно остро это видно на железнодорожных переездах и в местах, где ММК проходит через относительно крупные населённые пункты (Звенигород, Ногинск, Электросталь).